# 原臺灣總督府專賣局臺南支局安平分室
23°00′09″N 120°09′23″E / 23.002513°N 120.156379°E
原臺灣總督府專賣局臺南支局安平分室位於臺南市安平區，民國九十二年（2003年）5月13日臺南市政府公告為市定古蹟。該建築是臺灣日治時期臺南地區專賣局鹽務課所管的四個分支機構之一，負責管理食鹽的收納、銷售、檢查及其他相關事務。原本日治時期在其附近還有東邊的煤炭堆置場、西邊的臺灣製鹽株式會社事務所與煎熬鹽工廠、北邊的隔鹽類實驗室及試驗工廠與南邊的試驗鹽田，但現在僅餘此分室的建築。此外日本時期全臺共設有十六個管理鹽務的辦事處（日语：出張所），而本建築為其中僅存的鹽務廳舍之一。

## 沿革
日治時期的明治三十四年（1901年）5月臺灣總督府正式設立「臺灣總督府專賣局」，6月便在安平設置了辦事處，但一年多後（1903年3月）便被裁併。後來因大正七年（1918年）在安平籌建了一座「洗滌鹽工場」，且隔年又成立了「臺灣製鹽株式會社」並興建廳舍、宿舍、試驗所與「安平煎熬鹽工場」，於是在大正九年（1920年）4月設置「臺灣總督府專賣局臺南支局安平出張所」，兩年後（1922年4月）一度升格為「安平支局」，但同年11月又降為「出張所」，另外此年也是開始興建由青柳貞之所設計的此建築的年份（該建築於1927年完工）。在大正十三年（1924年）以後，改稱為「臺南支局安平分室」。當時這一帶是相當重要的鹽業中心，粉碎洗滌鹽與真空鹽即是在此研發出來。
二次大戰期間，因為這一帶有安平地標的三大煙囪，而成為顯著的目標，真空鹽工廠便毀於戰火中。大戰結束後，此建築被改為鹽務退休人員的宿舍，後來被經濟部收回並成為市定古蹟。此建築於民國九十七年（2008年）2月開始整修，於兩年後（2010年2月）完工，之後計畫將其發展為旅遊、文化及休閒交流中心。

## 建築特色
此建築屬於所謂的和洋折衷式風格，為外觀是雨淋板構造的木構建築，主體平面成L形。其入口處的屋頂稱為「半切妻」，上面不鋪屋瓦，僅有雨淋板。玄關則仿西式露臺向外突出，立有兩根經洗石子處理過的柱子，地上還鋪有一排警告紅磚。其牆上所開的是長方形窗，並在上頭設有雨遮。而在屋後則設有外廊通往北邊的儲藏室。

## 外部連結
- 原臺灣總督府專賣局臺南支局鹽埕分室
- 原臺灣總督府專賣局臺南支局安順分室
- 夕遊鹽 （页面存档备份，存于）
- 夕遊鹽的Facebook專頁
- 安平真空塩工廠